# Marsdenia cundurango
Marsdenia cundurango, der Kondurangostrauch oder die Geierpflanze, Kondorliane, ist eine Pflanzenart aus der Gattung Marsdenia innerhalb der Familie der Hundsgiftgewächse (Apocynaceae). Ihre Pflanzenteile werden traditionell als Arzneimittel verwendet.

## Beschreibung

### Vegetative Merkmale
Der Kondurangostrauch wächst als verholzender Kletterstrauch und erreicht Wuchshöhen von bis zu 9 Metern bei einem Stammdurchmesser von bis zu 10–(60) Zentimetern. Die Sprossachsen sind behaart. Die Rinde ist grau-braun mit stellenweise weißen Flecken.
Die gegenständig angeordneten, einfachen Laubblätter sind in Blattstiel und -spreite gegliedert. Der rinnige, kurze Blattstiel ist behaart. Die unterseits stark samtig behaarte, einfache und ganzrandige, spitze bis zugespitzte Blattspreite ist bei einer Länge von 8 bis 12 Zentimetern sowie einer Breite von 4 bis 8 Zentimetern leicht herz- bis pfeilförmig. Oberseits sind die Blätter nur leicht behaart.

### Generative Merkmale
Es werden achselständige Blütenstände gebildet. Die zwittrige, gelblich-weiße und kurz gestielte Blüte mit doppelter Blütenhülle ist glockenförmig und fünfzählig. Die Staub- und Fruchtblätter sind in einem Gynostegium angeordnet.
Die eiförmige, furchige Balgfrucht entlässt Samen die mit Haarschöpfen versehen sind.

## Vorkommen
Marsdenia cundurango ist im nordwestlichen von Südamerika verbreitet. Sie gedeiht vor allem in Laubwäldern in Ecuador, Peru und Kolumbien in Höhenlagen von 1000 bis 2000 Metern. Andere Quellen sprechen von Höhenlagen von bis zu 3000 Metern.

## Taxonomie
Die Erstbeschreibung von Marsdenia cundurango erfolgte 1872 durch Heinrich Gustav Reichenbach in der Botanischen Zeitung, Berlin, Band 30, S. 552. Synonyme für Marsdenia cundurango Rchb.f. sind: Gonolobus cundurango Triana, Marsdenia reichenbachii Triana, Pseudomarsdenia cundurango (Rchb.f.) Schltr.

## Inhaltsstoffe
Marsdenia cundurango enthält als wirksame Substanz das Ester-Glykosid Condurangin. Die Konzentration in der Rinde liegt dabei zwischen 1,0 und 2,26 %. Ebenso enthält die Rinde den Wirkstoff Condurit (Tetrahydrotetrahydroxybenzol), Zimtsäure und andere organische Säuren, ätherische Öle und Harze.

## Verwendung

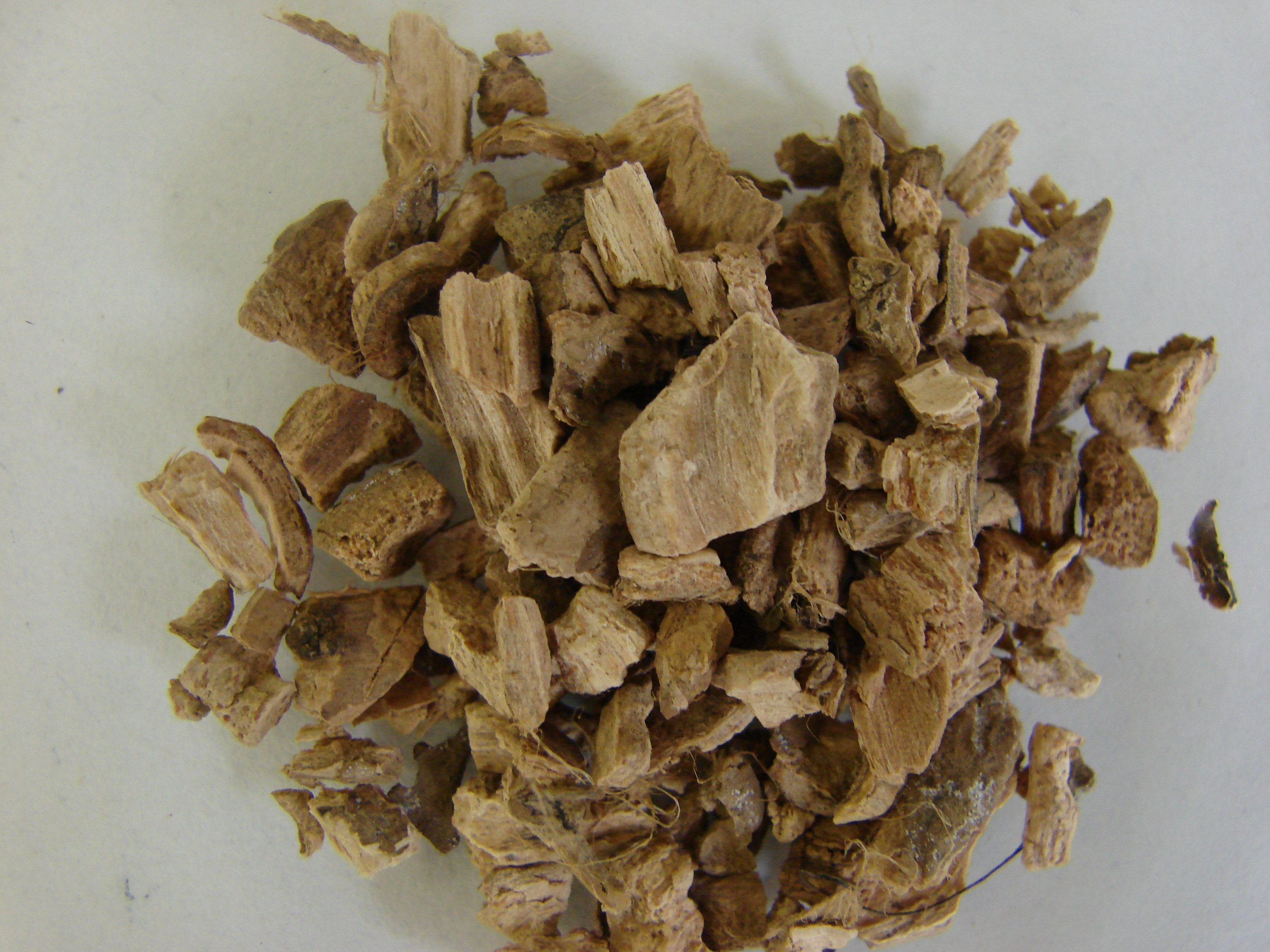
Kondurangu, getrocknete Rinde

Der Kondurangostrauch findet in der Phytomedizin als Bitterdroge Verwendung. Der Rindenauszug (Cortex Condurango) wird dabei als Stomachikum bei Appetitlosigkeit eingesetzt. Als gebräuchliche Einzeldosis wird ein Kaltwasserauszug von 1,5 g der Droge auf 1 Teetasse angegeben.
Bei unsachgemäßer Anwendung sind Vergiftungserscheinungen möglich. Je nach Dosis reichen die Symptome von Erbrechen und Krampfanfällen bis hin zur Lähmung des Respirationszentrums. Erste Symptome treten bei subkutaner und stomachaler Anwendung erst nach mehreren Stunden auf, intravenös bereits nach einer viertel bis halben Stunde. Die letale Dosis für Hunde und Katzen wird mit 0,02 – 0,024 g Condurangin / kg Körpergewicht bei intravenöser Verabreichung angegeben.
Traditionell wurde Marsdenia cundurango von den Ureinwohnern Südamerikas auch als Heilmittel bei Schlangenbissen verwendet.